# Christian Hammer
Pour les articles homonymes, voir Hammer.
Christian Hammer, de son vrai nom Cristian Ciocan, est un boxeur germano-roumain né le 27 septembre 1987 à Galați en Roumanie.

## Carrière
Hammer passe professionnel en novembre 2008. Jusqu'en mars 2012 il remporte 12 victoires pour 3 défaites.
Le 28 septembre 2012, il remporte la ceinture WBO European en battant par KO technique Danny Williams. Il défend sa ceinture victorieusement deux fois en 2013, et conclut cette année par une victoire sur l'ancien challenger mondial Kevin Johnson.
Le 28 février 2015, il perd par abandon à l'issue du 8e round contre le britannique Tyson Fury pour le gain de la ceinture WBO International, mais redevient champion d'Europe WBO le 15 octobre 2016 en battant aux points Erkan Teper, titre qu'il conserve le 4 février 2017 en l'emportant sur David Price par arrêt de l'arbitre au 7e round puis en battant Zine Eddine Benmakhlouf sur décision unanime en mai.
Désormais challenger mondial, il affronte Aleksandr Povetkin le 16 décembre 2017, en combat éliminatoire pour le titre de champion du monde WBA mais est battu aux points. Le 15 décembre 2018, il bat par KO en 5 reprises Michael Wallisch et reprend la ceinture WBO Europe, avant d'être battu par Luis Ortiz le 2 mars 2019. Après une victoire contre Saul Farah le 21 décembre 2019, il rencontre Tony Yoka le 27 novembre 2020, mais est battu par décision unanime en 10 rounds.

## Titres professionnels en boxe anglaise

### Titres régionaux/internationaux
- Champion poids lourds WBO European (2012-2013), (2016-2017) et (2018-2019)
- Champion d'Allemagne poids lourds BDB International (2012-2013)